# Coppa Italia 1986-1987 (hockey su pista)
La Coppa Italia 1986-1987 è stata la 20ª edizione della principale coppa nazionale italiana di hockey su pista.
Il trofeo è stato conquistato dal Novara per la 9ª volta nella sua storia.

## Risultati

### Primo turno
| Squadra 1          | Squadra 2        | Andata                                    | Ritorno                            | Totale  |
| ------------------ | ---------------- | ----------------------------------------- | ---------------------------------- | ------- |
| AFP Giovinazzo     | Amatori Vercelli | Giovinazzo 25 ottobre 1986                | Vercelli 1 novembre 1986           | 4 - 8   |
| AFP Giovinazzo     | Amatori Vercelli | 4 - 2                                     | 0 - 6                              | 4 - 8   |
| Sporting Viareggio | Novara           | Viareggio 25 ottobre 1986                 | Novara 1 novembre 1986             | 8 - 13  |
| Sporting Viareggio | Novara           | 5 - 5                                     | 3 - 8                              | 8 - 13  |
| Villa d'Oro Modena | Bassano          | Modena 25 ottobre 1986                    | Bassano del Grappa 1 novembre 1986 | 10 - 16 |
| Villa d'Oro Modena | Bassano          | 6 - 10                                    | 4 - 6                              | 10 - 16 |
| Reggiana           | Amatori Lodi     | Reggio nell'Emilia 25 ottobre 1986        | Lodi 1 novembre 1986               | 2 - 12  |
| Reggiana           | Amatori Lodi     | 1 - 8                                     | 1 - 4                              | 2 - 12  |
| Trissino           | Monza            | Trissino 25 ottobre 1986                  | Monza 1 novembre 1986              | 4 - 8   |
| Trissino           | Monza            | 1 - 5                                     | 3 - 3                              | 4 - 8   |
| Castiglione        | Pordenone        | Castiglione della Pescaia 25 ottobre 1986 | Pordenone 1 novembre 1986          | 12 - 3  |
| Castiglione        | Pordenone        | 7 - 2                                     | 5 - 1                              | 12 - 3  |
| CGC Viareggio      | Forte dei Marmi  | Viareggio 25 ottobre 1986                 | Forte dei Marmi 1 novembre 1986    | 8 - 4   |
| CGC Viareggio      | Forte dei Marmi  | 5 - 1                                     | 3 - 3                              | 8 - 4   |

### Quarti di finale
| Squadra 1     | Squadra 2        | Andata                                     | Ritorno                             | Totale  |
| ------------- | ---------------- | ------------------------------------------ | ----------------------------------- | ------- |
| Castiglione   | Novara           | Castiglione della Pescaia 11 novembre 1986 | Novara 18 novembre 1986             | 3 - 10  |
| Castiglione   | Novara           | 2 - 3                                      | 1 - 7                               | 3 - 10  |
| CGC Viareggio | Amatori Vercelli | Viareggio 11 novembre 1986                 | Vercelli 18 novembre 1986           | 11 - 10 |
| CGC Viareggio | Amatori Vercelli | 5 - 6                                      | 6 - 4                               | 11 - 10 |
| Monza         | Amatori Lodi     | Monza 11 novembre 1986                     | Lodi 18 novembre 1986               | 7 - 10  |
| Monza         | Amatori Lodi     | 4 - 3                                      | 3 - 7                               | 7 - 10  |
| Reggiana      | Bassano          | Reggio nell'Emilia 11 novembre 1986        | Bassano del Grappa 18 novembre 1986 | 12 - 7  |
| Reggiana      | Bassano          | 9 - 4                                      | 3 - 3                               | 12 - 7  |

### Semifinali
| Squadra 1    | Squadra 2     | Andata                 | Ritorno                            | Totale |
| ------------ | ------------- | ---------------------- | ---------------------------------- | ------ |
| Novara       | CGC Viareggio | Novara 2 dicembre 1986 | Viareggio 8 dicembre 1986          | 9 - 8  |
| Novara       | CGC Viareggio | 5 – 1                  | 4 - 7                              | 9 - 8  |
| Amatori Lodi | Reggiana      | Lodi 2 dicembre 1986   | Reggio nell'Emilia 8 dicembre 1986 | 9 - 9  |
| Amatori Lodi | Reggiana      | 4 – 2                  | 5 - 7                              | 9 - 9  |

### Finale
| Squadra 1 | Squadra 2    | Andata                  | Ritorno               | Totale |
| --------- | ------------ | ----------------------- | --------------------- | ------ |
| Novara    | Amatori Lodi | Novara 15 dicembre 1986 | Lodi 22 dicembre 1986 | 16 - 6 |
| Novara    | Amatori Lodi | 8 – 2                   | 8 - 4                 | 16 - 6 |

## Campioni
| Vincitore della Coppa Italia 1986-1987 |
| -------------------------------------- |
| Novara 9º titolo                       |